# La Celle-Saint-Cloud
La Celle-Saint-Cloud es una ciudad de Francia situada en el departamento de Yvelines, en la región de Isla de Francia. Tiene una población estimada, en 2019, de 20 692 habitantes.

## Demografía
| 361                       | 329 | 363 | 340 | 388 | 365 | 416 | 433 | 460 | 592 | 616 | 560 | 663 | 892 | 821 | 867 | 910 | 963 | 1 029 | 1 093 | 1 167 | 1 534 | 1 782 | 2 043 | 2 863 | 5 018 | 20 284 | 24 687 | 25 696 | 23 326 | 22 834 | 21 527 | 20 999 | 20 692 |
| (Fuente: INSEE y Cassini) |     |     |     |     |     |     |     |     |     |     |     |     |     |     |     |     |     |       |       |       |       |       |       |       |       |        |        |        |        |        |        |        |        |

## Ciudades hermanadas
- Beckum,  Alemania
- Settat,  Marruecos